# Soueix-Rogalle
Soueix-Rogalle – miejscowość i gmina we Francji, w regionie Oksytania, w departamencie Ariège.
Według danych na rok 1990 gminę zamieszkiwało 348 osób, a gęstość zaludnienia wynosiła 25 osób/km² (wśród 3020 gmin regionu Midi-Pyrénées Soueix-Rogalle plasuje się na 722. miejscu pod względem liczby ludności, natomiast pod względem powierzchni na miejscu 828.).